# До карих очей
«До карих очей» — поезія (вірш), написана у 1854 році, автор якої — Думитрашко Костянтин Данилович (1814–1886) — письменник, знаний, відомий поет середини ХІХ ст., кваліфікований перекладач, фольклорист, педагог, один з кращих знавців української мови і літератури. І це все за тих часів, коли українське слово було під різними заборонами. Він належав до тих небагатьох митців, яким не була байдужою доля українського народу, його мови, культури й літератури. Слід зазначити, що Думитрашко мав хист до музики та живопису. У його літературній спадщині є поеми, балади, ліричні та гумористичні вірші. Він був одним з перших досвідчених перекладачів із західно-європейських мов (переклади уривків з «Фауста» Йоганна Гете) та з античних мов (переробки й наслідування Горація та Овідія). Думитрашко є автором переробки старогрецької пародійної поеми «Жабомишодраківка» («Батрахоміомахія»), до якої вніс багато українського історико-побутового колориту. Костянтин Данилович також є автором багатьох розвідок з фольклору і статей на морально-етичну та історичну тематику. Його записи народних пісень і дум опублікував Михайло Максимович у своєму збірнику українських пісень (1849). Думитрашко заслуговує на увагу з огляду на високий мистецький рівень його творчого доробку, що репрезентує собою період переходу української літератури від бурлеску до романтизму.
Поезія «До карих очей», з роками зазнавши певних змін, стала популярним українським романсом «Чорнії брови, карії очі». Відомий дослідник-літературознавець Григорій Нудьга у 1957 році натрапив у Центральній науковій бібліотеці ім. В. І. Вернадського АН України в Києві, на рукопис (автограф) «До карих очей» у рукописному збірнику «Копитькові вірші і пісні», з оригінальним текстом Думитрашка (О. Д. Копитько — творчий псевдонім Костянтина Даниловича Думитрашка). Нудьга зазначав: «Як морська вода шліфує камінчики, так народ вніс загалом незначні зміни до авторського тексту. Найвагоміша з них — відкинуто останню строфу, яка була справді найменш досконалою».

## Текст оригіналу
Текст оригіналу, відтворений видатним українським літературознавцем, істориком української літератури, критиком і культурологом, укладачем антології «Пісні та романси українських поетів» — Григорієм Нудьгою. Відтворено за фотокопією з оригінального автографа, зі збереженням правопису автора:
(наведений нижче текст не є ані посиланням, ані зображенням, ані мультимедійним файлом).
До карих очей
Чорній брови, карій очи!
Темни як нічка, ясни як день.
Карій очи – чары дівочи!
Де ви навчылысь зводыт людей?
--
Чорній брови, карій очи!
Страшно дывыцьця на вас підчас,
не будеш спаты иноди ночи,
Все будеш думать очи про вас.
--
Вас и немає, а вы мов тута,
Світите в душу, як дви зори,
и в вас улыта яка отрута,
Чи може й сами вы знахори?
--
Чорній брови - стрічки шовкови!
Все б тільки вами я любовавсь,
Кари очыци - очи тернови! В
се б я дывывся тільки на вас.
--
Карій очи! вы поробили,
Наворожили вы щось мени.
Так од пристріти, оченьки мыли,
Тільки й поможете вы одни.
--
1854 года в генваре